# Kruptoidos
Kruptoidos (Krup' toidos - Κρυπτώϊδος - Grieks episch dichter (fl 770 v.Chr.), dichtte het oudste overgeleverde Griekse epos, de Menelais, dat de verrichtingen van de Spartaanse koning Menelaos gedurende de oorlog tegen Troje en zijn daaropvolgende thuisreis behandelt.
Het werk is in een aantal opzichten belangwekkend aangezien verscheidene overgeleverde fragmenten van de zogeheten Epische cyclus afkomstig lijken te zijn uit de Menelais. Veel van de gebeurtenissen waar Homerus op zinspeelt in de Odyssee en de Ilias worden in het epos beschreven.
Er is daarnaast een opvallende gelijkenis met hetgeen in Proclus' samenvatting van de Cyclus (ca. 150 v. Chr) wordt vermeld. Een interessant aspect is dat Kruptoidos de afzonderlijke episoden over de Amazonen, Memnon en Eurypylus waarover door de tragische dichters, Proclus en Quintus van Smyrna (3e eeuw) wordt verteld, op een hoop gooit.
Kruptoidos stelt dat de Keteiers, die Homerus slechts eenmaal noemt, de Griekse expeditie bijna de zee in dreven. Een ander belangwekkend onderdeel is de poging van de zonen van Theseus om Menelaos te vermoorden, omdat ze hem verantwoordelijk hielden voor de dood van hun vader en het verlies van de troon van Athene.
Plutarchus' Leven van Theseus lijkt hierop te zijn geïnspireerd: Plutarchus beweert dat Menestheus samenspande met de Spartanen die Athene innamen nadat Theseus Helena uit Sparta had ontvoerd, en als dank de troon kreeg. Kruptoidos behandelt daarnaast de thuisreis van Menelaos, inclusief episoden die nergens anders worden vermeld, zoals een ontmoeting met Nereus en een afdaling in de onderwereld.
Het is onbekend waar en wanneer Kruptoidos precies leefde, maar zijn dichtwerk kenmerkt zich door een gedetailleerde kennis van geografie en gewoonten van Lakonië, en meer in het algemeen, een zekere vooringenomenheid ten gunste van Sparta. Beide factoren wijzen mogelijk op een Lakonische achtergrond.